# Железничка станица Смедерево
Железничка станица Смедерево је прва железничка станица на прузи Смедерево—Мала Крсна. Налази се насељу Смедерево у граду Смедереву. Пруга се наставља ка Радинцу. Железничка станица Смедерево се састоји из 6 колосека. 